# Bjørn Stiedl
Bjørn Stiedl, (født 30. januar 1961 i Gentofte) er en dansk erhvervsmand.
Han var 1980 obligationshandler hos vekselerer H.C. Møller. I 1990 gik han personligt konkurs. I 1993 flyttede han til England.
I 1999 blev han dømt for skyldnersvig i forbindelse med selskabstømning og dømt til syv års fængsel. I 2004 blev han dømt til 4,5 år fængsel ved Southwalk byret i London for bedrageri mod en skotsk pensionskasse.
I november 2009 blev han ved Østre Landsret idømt 6 års fængsel for omfattende selskabstømmeri, til en værdi af ca. 322 mio. DKr. Under afsoning i Horserød Statsfængsel blev han sammen med Erik Skov Pedersen anmeldt for bestikkelse, dokumentfalsk og overtrædelse af forbuddet mod at stifte selskaber, men der blev ikke rejst tiltale i sagen. Ved Retten i Lyngbys dom i marts 2015 blev Stiedl idømt 3,5 års fængselsstraf for at have afgivet urigtige oplysninger i forbindelse med en gældssanering. Denne dom blev stadfæstet ved Østre Landsret i 2016.